# Lomtjärnen (Arvidsjaurs socken, Lappland, 725869-165241)
Lomtjärnen är en sjö i Arvidsjaurs kommun i Lappland och ingår i Skellefteälvens huvudavrinningsområde. Sjön har en area på 0,0455 kvadratkilometer och ligger 422,3 meter över havet.

## Delavrinningsområde
Lomtjärnen ingår i det delavrinningsområde (725860-165362) som SMHI kallar för Ovan Krutbäcken. Medelhöjden är 411 meter över havet och ytan är 10,79 kvadratkilometer. Räknas de 4 avrinningsområdena uppströms in blir den ackumulerade arean 51,72 kvadratkilometer. Gallakbäcken som avvattnar avrinningsområdet har biflödesordning 3, vilket innebär att vattnet flödar genom totalt 3 vattendrag innan det når havet efter 142 kilometer. Avrinningsområdet består mestadels av skog (55 procent) och sankmarker (40 procent). Avrinningsområdet har 0,04 kvadratkilometer vattenytor vilket ger det en sjöprocent på 0,4 procent.